# یواس‌اس ویک (پی‌آر-۳)
یواس‌اس ویک (پی‌آر-۳) (به انگلیسی: USS Wake (PR-3)) یک کشتی بود که طول آن ۱۵۹ فوت ۵ اینچ (۴۸٫۵۹ متر) بود. این کشتی در سال ۱۹۲۷ ساخته شد.